# Дзёё
Дзёё (яп. 城陽市 Дзё:ё:-си) — город в Японии, находящийся в префектуре Киото. Площадь города составляет 32,71 км², население — 74 643 человека (1 октября 2020), плотность населения — 2281,96 чел./км².

## Географическое положение
Город расположен на острове Хонсю в префектуре Киото региона Кинки. С ним граничат города Удзи, Явата, Кётанабе и посёлки Иде, Удзитавара, Кумияма.

## Население
Население города составляет 74 643 человека (1 октября 2020), а плотность — 2281,96 чел./км². Изменение численности населения с 1980 по 2005 годы:
| 1970 | 35 658 чел. |  |
| 1975 | 58 923 чел. |  |
| 1980 | 74 350 чел. |  |
| 1985 | 81 850 чел. |  |
| 1990 | 84 770 чел. |  |
| 1995 | 85 398 чел. |  |
| 2000 | 84 346 чел. |  |
| 2005 | 81 636 чел. |  |
| 2010 | 80 037 чел. |  |
| 2015 | 76 869 чел. |  |

## Символика
Деревом города считается слива японская, цветком — Iris ensata.